# 崇文门站
崇文门站是一个位於中国北京市东城区东华门街道、建国门街道、崇文门外街道与东花市街道交界崇文门崇文门内大街、崇文门外大街、崇文门东大街、崇文门西大街、北京站西街交叉口，属于北京地铁2号线和5号线的地铁换乘站。2号线车站于1971年北京地铁一期工程开通时启用。5号线车站于2007年10月7日地铁5号线开通时启用。

## 位置
这个站位于位于北京市东城区崇文门东、西大街以及北京站西街与崇文门内、外大街交汇路口处。2号线车站沿崇文门西大街呈东西走向，5号线车站沿崇文门内、外大街呈南北走向。

## 结构
2号线和5号线车站均为地下车站，且都是岛式站台设计。5号线崇文门车站与既有2号线车站东端区间交汇，并从其下方穿过。5号线车站为双柱三跨结构，下穿既有线段为单层结构，其余部分为双层结构，采用暗挖法施工。5号线车站总长209米，总宽24.2米。

### 车站楼层
| 地面层                           | 出入口                  | A–H出入口                        |
| 地下一层 2号线站厅层             | 站厅                    | 票务服务、自动售票机、一卡通充值 |
| 地下二层 2号线站台层 5号线站厅层 | 站厅                    | 票务服务、自动售票机、一卡通充值 |
| 地下二层 2号线站台层 5号线站厅层 | 2号线内环（前门）       |                                  |
| 地下二层 2号线站台层 5号线站厅层 | 岛式站台，左側開门      |                                  |
| 地下二层 2号线站台层 5号线站厅层 | 2号线外环（北京站）     |                                  |
| 地下三层 5号线站台层             |                         | 5号线往天通苑北（东单）          |
| 地下三层 5号线站台层             | 岛式站台，左側開门      |                                  |
| 地下三层 5号线站台层             | 5号线往宋家庄（磁器口） |                                  |

### 站台
2号线崇文门站设有1座岛式站台，位于崇文门西大街地底。5号线崇文门站亦设1座岛式站台，位于崇文门内大街-崇文门外大街地底。

### 大堂
崇文门站2号线、5号线均采用分离式站厅。

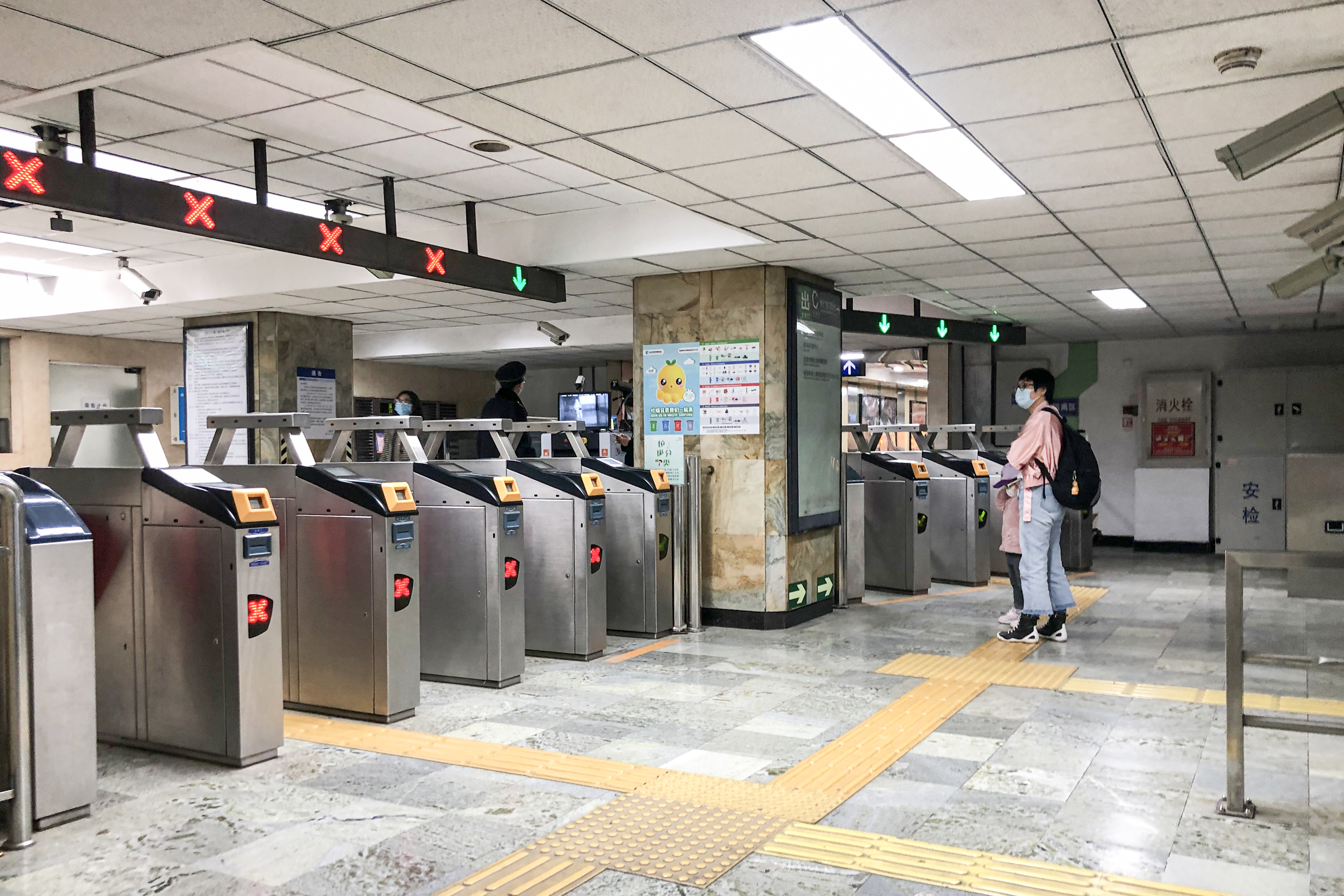
崇文門站2號線東大堂（2021年4月摄）

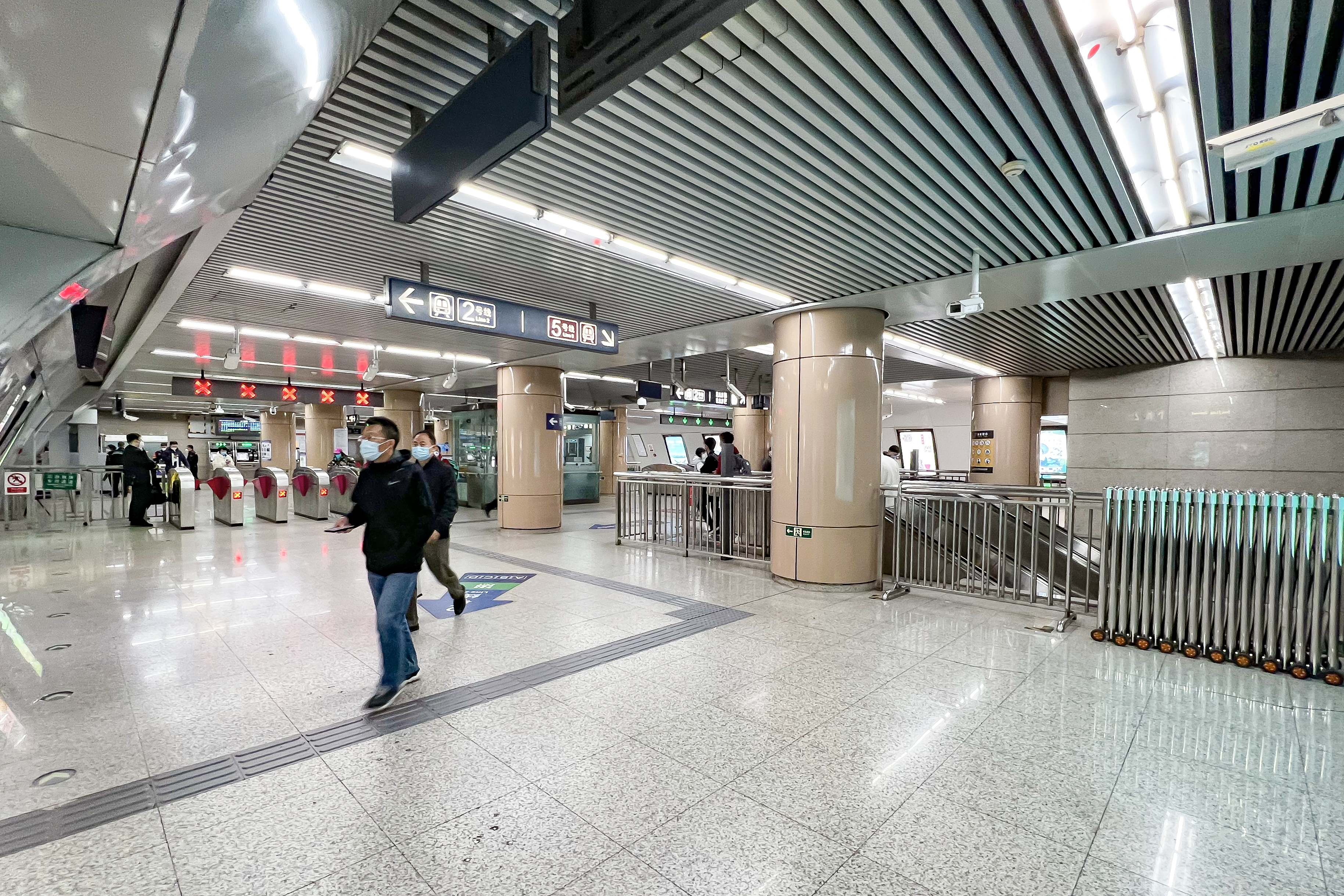
崇文門站5號線北大堂（2022年10月摄）

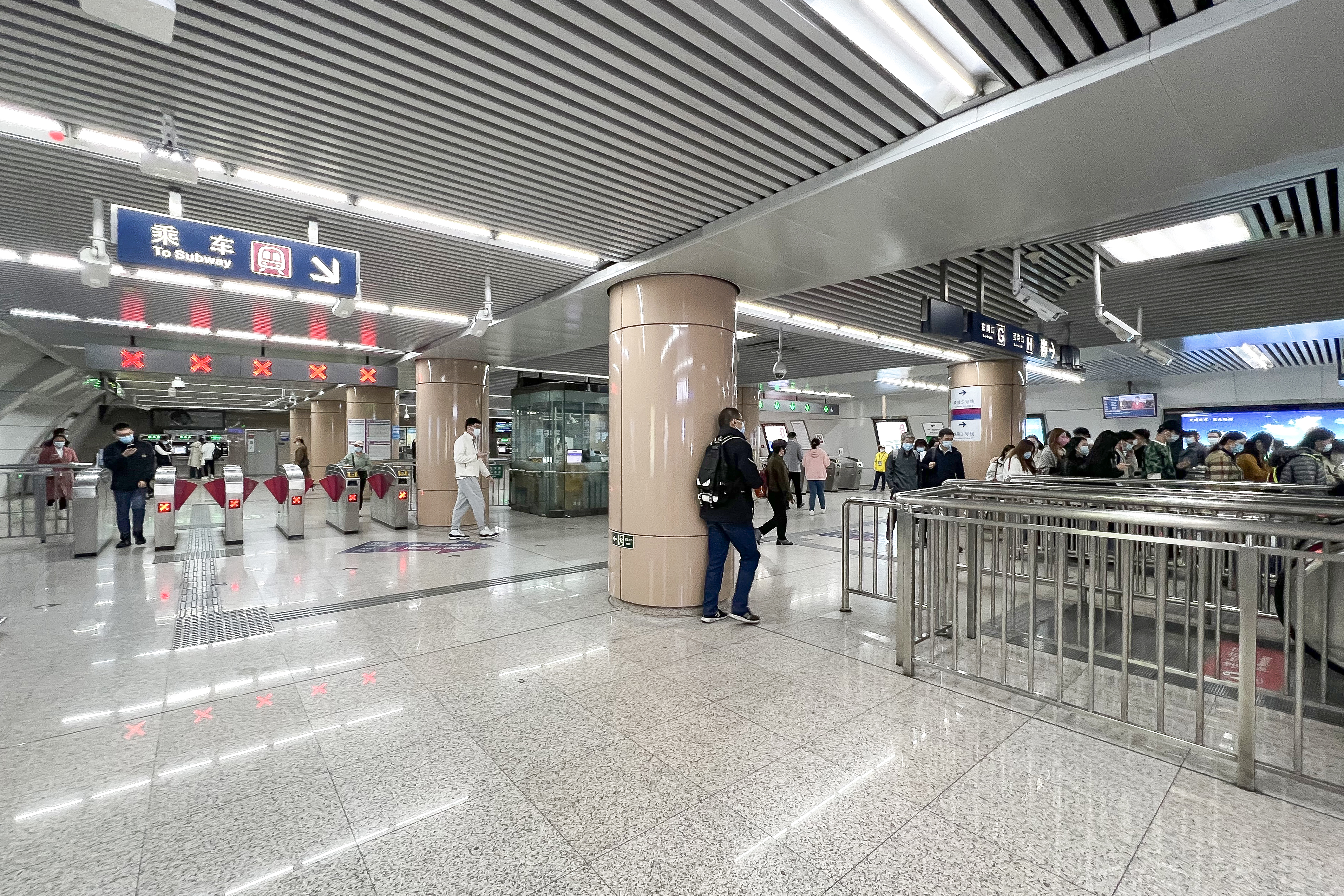
崇文門站5號線南大堂（2022年10月摄）

5号线北站厅连接车站E、F口，设有通往站台的直梯，以及5号线通往2号线的换乘通道口，5号线南站厅则连接车站G、H口，设有2号线通往5号线的换乘通道出口。

## 出入口
2號線崇文门站一共有6个出口：A1西北西，A2西北東，B1东北東，B2東北西，C东南，D1西南。
5號線崇文门站一共有4个出口。然而自5号线开通以来，该站和雍和宫、东单等换乘站均出现了出入口编号重复的问题，尽管只有5号线存在这一问题，出入口名称的歧义仍对旅客造成一定程度的困扰，直至2016年10月，崇文门站原5号线A口、B口、C口、D口依次更名为E口、F口、G口、H口。G口及H口位于同一地下通道的东西两端，且H口设有下行扶梯。
|                               |                            |                                                |                |                |
|                               |                            |                                                |                |                |
| 编号                          | 指示                       | 建议前往的目的地                               | 图片           | 无障碍设施图片 |
| 连通 2号线站厅                |                            |                                                |                |                |
| 出口 · A · 1                  | 崇文门西大街、东交民巷     |                                                |                | 不適用         |
| 出口 · A · 2                  | 崇文门西大街               | 新侨饭店                                       |                | 不適用         |
| 出口 · B · 1                  | 崇文门西大街               |                                                |                | 不適用         |
| 出口 · B · 2 · 轮椅升降台标志 | 崇文门西大街、崇文门内大街 | 首都医科大学附属北京同仁医院                   |                |                |
| 出口 · C                      | 崇文门西大街、崇文门外大街 | 崇文门饭店                                     |                | 不適用         |
| 出口 · D                      | 崇文门西大街               |                                                |                | 不適用         |
| 连通 5号线站厅                |                            |                                                |                |                |
| 出口 · E · 轮椅升降台标志     | 崇文门内大街               | 北京同仁医院（西区）                           |                |                |
| 出口 · F · 轮椅升降台标志     | 崇文门内大街               | 北京同仁医院（东区） 、北京汇文实验中学        |                |                |
| 出口 · G                      | 崇文门外大街               | 国瑞购物中心、搜秀城                           |                | 不適用         |
| 出口 · H                      | 崇文门外大街               | 北京新世界中心、摩方M·CUBE、北京市第九十六中学 | H口H口扶梯楼梯 | 不適用         |
| 註： 設有輪椅升降台           |                            |                                                |                |                |

## 历史
1971年1月15日，崇文门站作为北京地铁一期工程的一个站点开始通车试运营。
1987年12月28日，包括崇文门站在内的原一线长椿街-北京站区间并入环线。
2007年7月21日，2号线崇文门站封站改造，8月5日重新开放。